# اللاعب الأول يستعد (فلم)
اللاعب الأول يستعد (بالإنجليزية: Ready Player One) هو فيلم خيال علمي ومغامرة أمريكي من إخراج ستيفن سبيلبرغ وسيناريو زاك بين وإيرنست كلاين، مبني على رواية تحمل الاسم نفسه من تأليف إيرنست كلاين. الفيلم من بطولة تاي شيريدان وأوليفيا كوك وبن مندلسون وسايمون بيج وتي جاي ميلر. صدر الفيلم في 30 مارس 2018.
بدأ التطوير لأول مرة في عام 2010 عندما حصلت شركة وارنر برذرز على الحقوق. في يوليو 2015، أُعلن أنّ سبيلبرغ سيكون المخرج والمنتج للفيلم، مع بدء التمثيل في سبتمبر 2015. بدأ التصوير في إنجلترا في يوليو 2016 واكتمل في سبتمبر 2016. وجد سبيلبرغ أنّ هذا الفيلم هو الأكثر تحديًا له منذ فيلم إنقاذ الجندي رايان، وذلك بسبب التأثيرات المرئية الواسعة. ضمّ الفيلم عددا من الإشارات لأعمال سابقة مثل العودة إلى المستقبل والعملاق الحديدي والبريق.
حظي الفيلم بعرضه الأول في ساوث باي ساوث واست بتاريخ 11 مارس 2018، ثم صدر في دور العرض الأمريكية بتاريخ 29 مارس 2018. تلقى الفيلم تقييمات إيجابية بشكل عام من النقاد، وحقق أكثر من 582 مليون دولار، بالإضافة إلى الترشيحات في حفل توزيع جوائز الأوسكار الحادي والتسعون، والدورة 24 من جائزة اختيار النقاد للأفلام، وجوائز الأكاديمية البريطانية للأفلام الـ72، وكلها في فئة المؤثرات البصرية.

## القصة
تقع أحداث الفيلم في العام 2045، حيث تستخدم معظم البشرية برنامج واقع افتراضي يدعى «أويسس» (OASIS) للهرب من كآبة العالم الحقيقي. يكتشف فتى يتيم أدلة على وجود لعبة داخل البرنامج تعدُ الفائز بالحصول على الملكية الكاملة لأويسس. يحاول الفتى بمساعدة بعض الأصدقاء إكمال اللعبة قبل أن تكملها شركة عملاقة شريرة.

## طاقم العمل
- تاي شيريدان في دور واد واتس/بارزيفال[8]
- أوليفيا كوك في دور سامانثا كوك/Art3mis وتنطق (أرتيمس)[9]
- بن مندلسون في دور نولان سورينتو[10]
- لينا وايث في دور هيلين هاريس/آيش[11]
- تي جاي ميلر في دور i-R0k [12]
- سايمون بيج في دور أوجدن مورو[13]
- مارك رايلانس في دور جيمس هاليداي/أنوراك آول ناوينغ[14]
- فيليب تشاو في دور زهو/شو[15]
- وين موريساكي في دور توشيرو/دايتو[16]
- هانا جون كامين في دور فنيل زاندور[17]
- سوزان لينش في دورأليسر[18]
- رالف إنيسون في دور ريك[19]
- بيرديتا ويكس في دور كارن «كيرا» آنديروورد[20]

ظهرت كل من ليتيشا رايت ومكينا جريس في الفيلم، حيث ظهر رايت كمتمرد يمكن رؤيته في منزل سامانثا الآمن، وظهرت جريس كطالبة تستخدِمُ برنامج أويسس (OASIS).

## الإصدار
ريدي بلاير وان كان من المقرر أن يعرض في 15 ديسمبر / كانون الأول 2017. تم تأخيره حتى 30 مارس 2018 لتجنب المنافسة مع حرب النجوم: الحلقة الثامنة.

## روابط خارجية
- مقالات تستعمل روابط فنية بلا صلة مع ويكي بيانات